# Arthur Brand
Arthur George Brand (1er mai 1853 - 9 janvier 1917) est un homme politique libéral britannique. 

## Biographie
Il est le troisième fils de Henry Brand (1er vicomte Hampden), deuxième fils de Henry Trevor (21e baron Dacre). Sa mère est Eliza, fille du général Robert Ellice, tandis que Henry Brand (2e vicomte Hampden), est son frère aîné. Il entre au Parlement pour Wisbech lors d'une élection partielle de 1891 et sert dans l'administration libérale du comte de Rosebery comme trésorier de la maison de 1894 à 1895. Il perd son siège aux Élections générales britanniques de 1895, mais est de nouveau élu à Wisbech en 1900 jusqu'en 1906. 
Brand épouse Edith, fille de Joseph Ingram, en 1886. Elle est décédée en avril 1903. Brand lui survit pendant quatorze ans et est décédé en janvier 1917, à l'âge de 63 ans. 